# احمدآباد (جلفا)
احمدآباد یکی از روستاهای استان آذربایجان شرقی است که در دهستان داران بخش مرکزی شهرستان جلفا واقع شده‌است.این روستا ۱۳۱ نفر جمعیت دارد.

## جمعیت
احمد آباد نسبت به روستاهای اطراف خود جمعیت بسیار کمی دارد.